# 第一次无执政时期
第一次无执政时期（荷兰语：Eerste Stadhouderloze Tijdperk）指1650年-1672年之间尼德兰联省共和国的一个历史阶段。自1650年奥兰治亲王威廉二世意外去世至1672年“灾难年”（Rampjaar）爆发期间，联省共和国七省中包括荷兰省、泽兰省、乌得勒支省、上艾瑟尔省和海尔德兰省在内的五省，通过政治博弈彻底废除了省督的（Stadhouder）职位，并将奥兰治家族核心成员排除在权力体系之外。唯一例外的是北部边陲的弗里斯兰省与格罗宁根省，仍延续传统由奥兰治家族旁系成员（拿骚-迪茨支系）担任执政官。这一时期恰逢荷兰“黄金时代”的巅峰，其政治实验与繁荣景象共同构成了欧洲近代史上独特的共和主义范本。
1648年《威斯特伐利亚和约》签订后，尼德兰正式脱离哈布斯堡西班牙统治成为独立共和国。然而，围绕中央集权与地方自治的争议持续发酵。1650年，主张强化中央军事权力的奥兰治亲王威廉二世试图武力镇压反对派，却在围攻阿姆斯特丹前夕突然死于天花。其遗腹子威廉三世（即后来的英格兰“光荣革命”君主）的诞生，为共和派提供了权力真空期的契机。以荷兰省大议长（Raadpensionaris）约翰·德·维特（Johan de Witt）为首的共和派贵族，推动各省于1654年签署排斥法案（Akta van Seclusie），正式在法律层面剥夺奥兰治家族成员担任执政官的权利。
尽管在这一时期，大议长约翰·德·维特治下的尼德兰面临两场对英大战（第一次英荷战争、第二次英荷战争）及多次与其他欧洲列强的冲突，但国家仍运转良好。得益于与法国的友好关系、对西班牙的停战协定以及其他欧洲强国的相对衰落，尼德兰甚至一度在欧洲列强的斡旋中扮演核心角色，甚至在斯堪的纳维亚地区建立起"荷兰治世"（pax nederlandica）。通过荷葡战争，荷兰东印度公司（VOC）成功接管了锡兰与南印度的葡属殖民地残余。1648年三十年战争结束后，西班牙解除对荷贸易禁运（此前该政策曾使英国受益），尼德兰商业势力随即横扫伊比利亚半岛、地中海、黎凡特及波罗的海地区。此时的荷兰工业（尤其是纺织业）尚未受重商主义阻碍，共和国经济迎来最后一次繁荣高峰。
政治上，以科内利斯·德·格拉夫与安德里斯·比克为代表的执政官僚集团"国家派"（共和派）占据主导。他们甚至发展出一套与欧洲绝对君主制潮流相悖的共和主义意识形态——"真自由"（True Freedom），这一理念超前预示了18世纪美法宪政的"现代"政治思想。然而，奥兰治家族支持者掀起了君主制暗流，试图恢复年幼的奥兰治亲王威廉担任执政（其父、祖父、叔祖与曾祖父均曾担任此职）。共和派试图通过排斥法案等宪法禁令试图阻止小威廉的上台，但最终失败。1672年法荷战争中"灾难年"（Rampjaar）的爆发最终导致德·维特政权垮台，奥兰治家族重掌大权，第一次无执政时代结束。